# اريك تورنر
اريك تورنر (7 فبراير 1963 في الولايات المتحدة - ) (بالإنجليزية: Eric Turner)‏ هو لاعب كرة سلة أمريكي في مركز هجوم خلفي. لعب مع لاكروس كاتبيردز ‏ وسافانا سبيرتس ‏.

## وصلات خارجية
- اريك تورنر على موقع سبورتس رفرنس (الإنجليزية)
- اريك تورنر على موقع كلية كرة السلة في سبورتس رفرنس.كوم (الإنجليزية)
- اريك تورنر على موقع ريلجم (الإنجليزية)